# Бісерово (Богородський міський округ)
Бі́серово (рос. Бисерово) — село у складі Богородського міського округу Московської області, Росія.
Стара назва — Біссерово.

## Населення
Населення — 213 осіб (2010; 181 у 2002).
Національний склад (станом на 2002 рік):
- росіяни — 83 %